# ロシア・ソビエト連邦社会主義共和国共産党
ロシア・ソビエト連邦社会主義共和国共産党（ロシア・ソビエトれんぽうしゃかいしゅぎきょうわこくきょうさんとう、ロシア語: Коммунистическая партия Российской Советской Федеративной Социалистической Республики）、通称ロシア共産党（ロシアきょうさんとう）は、ソ連末期の1990年6月にロシア・ソビエト連邦社会主義共和国で結成された共産主義政党である。
結成後はソビエト連邦共産党の全組織中、約58パーセントの党員を確保し、ミハイル・ゴルバチョフ書記長に対する党内保守派の中核のひとつとなった。
なおロシア共産党結成前は、ロシア・ソビエト連邦社会主義共和国においてはソビエト連邦共産党が直接活動していた。

## ロシア共産党の結成
ソ連共産党のロシア共和国における支部という位置づけで、当初は党内保守派が結成を主導したが、後にゴルバチョフが推すグループも加わり、激しい人事争いが行われた。その結果、第一書記に保守派のイワン・ポロスコフが選出された。しかし、1991年のロシア共和国大統領選挙で党の推すニコライ・ルイシコフ元ソ連首相が大敗し、ポロスコフは解任、穏健派のワレンチン・クプツォフに替わった。
その直後に8月クーデターが発生するが失敗に終わったため1991年8月25日、ロシア共和国のボリス・エリツィン大統領はロシア共産党の活動の一時停止を定めた法令を出し、また同党の資産を没収した。さらにエリツィンは同年11月6日、同党の活動を全面的に禁止し、ロシア共産党は崩壊に追い込まれた。
しかしロシア共産党側は「結社の自由」を盾に法廷闘争を続け、エリツィン政権は「共産党は独裁国家の統治システムの一部であり、通常の結社の自由には該当しない」と主張した。審理の結果、ロシア憲法裁判所は1992年11月30日に「党は独裁機関の統治機構ではあったが、党の基礎組織は単なる独裁の執行機関にとどまらない社会的性格を有していた」として、基礎組織の活動のみを合憲とする判決を下した。これを受け、ロシア共産党の基礎組織が連合体を結成して合流するという形をとり、1993年2月14日に現在のロシア連邦共産党が結成された。そのため、党首ポストの名称が変わるなどの変更がされている。